# Manumena
Manumena är ett släkte av rundmaskar. Manumena ingår i familjen Peresianidae.. Manumena är enda släktet i familjen Peresianidae.